# 14e cérémonie des Africa Movie Academy Awards
La 14e cérémonie des Africa Movie Academy Awards a eu lieu le 20 octobre 2018 à Kigali, au Rwanda. L'événement a été organisé par Nse Ikpe Etim et Arthur Nkusi,.

## Récompenses
Les gagnants sont indiqués en gras.
| Best Film | Best Director |
| --- | --- |
| - Five Fingers For Marseilles - South Africa - Isoken - Nigeria - In My Country (2017 film) - Nigeria - The Blessed Vost - Algeria - Cross Roads - Nigeria - The Road to Sunrise - Malawi - Siembamba - South Africa - A Hotel Called Memory - Nigeria - Sidechic Gang - Ghana - Lost Café - Nigeria | - Frank Rajah Arase - In My Country - Jade Osiberu - Isoken - Michael Mathews - Five Fingers For Marseilles - Sofia Djama - The Blessed Vost - Oluseyi Siwoku - Cross Roads - Shemu Joyah - The Road to Sunrise - Darrell Roodt - Siembamba - Akin Omotoso - A Hotel Called Memory - Peter Kofi Sedufia - Sidechic Gang - Kenneth Gyang - The Lost Café |
| Best Actor in a leading role | Best Actress in a leading role |
| - Richard Mofe Damijo - Cross Roads - Vuyo Dabula - Five Fingers for Marseilles - Sam Dede - In My Country - Sami Bouajila - The Blessed Vost - OC Ukeje - Potato Potahto - Chris Attoh - Esohe - Oros Mampofu - Lucky Specials - Frank Donga - Hakkunde                                             | - Dakore Akande - Isoken - Kate Henshaw - Roti - Reine Swart - Siembamba - Okawa Shaznay - In My Country - Nana Ama McBrown, Lydia Forson and Sika Osei - Sidechic Gang - Mariam Phiri – The Road To Sunrise - Tunde Aladese – Lost Café - Joselyn Dumas – Potato Potahto                                                                               |
| Best Actor in a Supporting Role | Best Actress in a Supporting Role |
| - Gideon Okeke – Cross Roads - Seun Ajayi – Ojukokoro - Lionel Newton – Pop Lock ‘N’ Roll - Akah Nnani – Banana Island Ghost - Richard Lukunku – Lucky Specials | - Joke Silva – Potato Potahto - Sika Osei – In Line - Sivenathi Mabuya – Lucky Specials - Rahama Sadau – Hakkunde - Toyin Abraham - Esohe |
| Achievement in Costume Design | Achievement in Makeup |
| - Isoken - Icheke Oku - Cross Roads - Esohe - Five Fingers for Marseilles | - Icheke Oku - Siembamba - Five Fingers for Marseilles - Esohe - The Road To Sunshine |
| Achievement in Cinematography | Achievement in Production Design |
| - Five Fingers for Marseilles - The Road To Sunshine - The Lost Café - The Blessed Vost - Siembamba | - Five Fingers for Marseilles - Kada River - Tatu - In My Country - Cross Roads |
| Achievement in Editing | Achievement in Screenplay |
| - Hotel Called Memory - Pop Lock ‘N’ Roll - While We Live – Burkina Faso/Sweden - Lucky Specials - The Blessed Vost | - Hakkunde - The Women - Potato Potahto - Ojukokoro - Five Fingers For Marseilles - The Lost Café |
| Best Film in An African Language | Best Nigerian Film |
| - Five Fingers For Marseilles – South Africa - Mansoor – Nigeria - Icheke Oku – Nigeria - Agwaetiti Obiuto – Nigeria - Nyasaland – Malawi - Tunu – Tanzania | - Isoken - Cross Roads - In My Country - Hotel Called Memory - Ojukokoro - Lost Café - Icheke Oku |
| Best Short Film | Best Animation |
| - Tikitat Soulima – Morocco - Dem Dem – Senegal/Belgium - Zenith – Cameroon/USA - It Rains on Ouga – Burkina Faso - In Shadows – Kenya - Coat of Harm – Nigeria - Nice, Very Nice – Algeria - Visions (Shaitan, Buruja, Brood) – Nigeria - Fallou – Senegal - Still Water Runs Deep – Nigeria/USA    | - Belly Flop – South Africa - Group Photo – Nigeria - Untitled – Ghana - Crush – Nigeria |
| Best Documentary | Best Film by an African Living Abroad |
| - Uncertain Future – Burundi - Bigger Than Africa – Nigeria/USA - Winnie – South Africa - Boxing Libreville – Gabon - Silas – South Africa/Kenya - When Babies Don’t Come – South Africa - We Came In Sprint Carts – South Africa                                                                    | - Alexandra – Nigeria/USA - Minister – Nigeria/Italy - Low Lifes And High Hopes – Nigeria/Austria |
| Best Diaspora Short | Best Diaspora Documentary |
| - Torments of Love - Guadeloupe - Baby Steps – USA - Intercept - USA | - Barrows: Freedom Fighter - Barbados - Evolutionary Blues: West Oakland's Music Legacy - USA - Sammy Davis Jr. – I Gotta Be Me - USA |
| Best Diaspora Feature | Best Soundtrack |
| - Angelica - Puerto Rico - Love Jacked - Canada - The Birth of a Nation (2016 film) - USA - Charlie: La Vie Magnifique Charlie - USA | - Hotel Called Memory - The Road To Sunshine - Tatu - Isoken - Siembamba |
| Best Visual Effects | Best Sound |
| - Lucky Specials - Siembamba - Icheke Oku - Esohe - Kada River | - Hotel Called Memory - The Lost Café - The Road To Sunshine - Pop Lock ‘N’ Roll - Sidechic Gang |
| Most Promising Actor | Best First Feature Film by a Director |
| - Anine Lansari – The Blessed Vost - Patrick Dibuah – Banana Island Ghost - Austin Enabulele – In My Country - Cindy Sanyu – Bella - Maurice Paige – Pop Lock ‘N’ Roll - Nichole Ozioma Banna – Icheke Oku - Zainab Balogun – Sylvia                                                                 | - Five Fingers for Marseilles- Michael Mathews – South Africa - My Mothers Story – Flora Suya- Malawi - Ogwuetiti Obiuto – Onyeka Nwelue – Nigeria - Isoken – Jadesola Osiberu - Nigeria - 18 Hours – Njue Kevin – Kenya - Banana Island Ghost – BB Sasore - Nigeria - The Blessed Vost – Sefia Djama – Algeria                                         |
| Achievement in Editing | |
| - Hotel Called Memory - Pop Lock ‘N’ Roll - Lucky Specials - The Blessed Vost - Siembamba | |